# Tuxtla
Tuxtla là một chi thực vật có hoa trong họ Cúc (Asteraceae).

## Loài
Chi Tuxtla gồm các loài: